# 1993 OP
1993 OP är en asteroid i huvudbältet som upptäcktes den 18 juli 1993 av den amerikanska astronomen Eleanor F. Helin vid Palomarobservatoriet.
Asteroiden har en diameter på ungefär 4 kilometer.